# Anton Manastirski
Anton Ivanovitch Manastirski (en ukrainien : Антін Манастирський) est un peintre ukrainien né le 2 novembre 1878 dans le village de Zavaliv (en), en Galicie, dans l'Empire austro-hongrois (aujourd'hui dans le district de Pidhaïtsi, dans l'oblast de Ternopil, en Ukraine) et mort le 5 mai 1969 à Lviv, alors en République socialiste soviétique d'Ukraine (Ukraine actuelle).

## Biographie
Anton Manastirski était le fils d'un petit employé de la poste. Son père, Ivan, mourut en 1886 alors qu'il n'avait que 8 ans et en 1888 la famille déménagea pour aller habiter à Stanislau (maintenant dénommée Ivano-Frankivsk). C'est dans cette ville qu'il fut scolarisé jusqu'en 1894 tout en travaillant dans un magasin d'impression lithographique à partir de 1892.
En 1895, sa famille déménagea et s'installa à Lviv, où il fut envoyé dans une école de formation aux métiers de l'industrie jusqu'en 1899. Cette année-là il rencontra Ivan Trouch, qui l'introduisit dans sa «Société pour le développement de l'art russe», dont il devint un des membres. Cela lui permit, en 1900, de faire ses débuts en présentant plusieurs paysages lors d'une exposition.
De 1900 à 1905, il étudia à l'Académie des beaux-arts de Cracovie, où exerçaient des professeurs célèbres comme Jan Stanislawski (en), Stanislaw Wyspiański, Julian Fałat, Leon Wyczółkowski, Ferdynand Ruszczyc. Après ses études, nullement intéressé par l'exotisme et les centres artistiques à la mode comme Rome ou Paris, il revint en Galicie au sein de son pays natal et de son peuple. Il s'installa à Lviv où il participa, en 1905, à la première exposition des artistes de Kiev et de Lviv.
En 1914, il peignit une série de paysages dans la région de Deliatyne, dans les Carpathes, et en 1926 un autre cycle dans la région du Kosovo, encore dans les Carpathes.
En 1939, l'ensemble de toutes les terres ukrainiennes furent unifiées en un seul État souverain rattaché à l'URSS et l'année suivante Anton Manastirski devint membre de l'Union des Artistes de l'URSS (en). Cela lui permit en 1941 de participer à la première exposition des artistes de Lviv à Moscou, mais la même année les nazis détruisirent son tableau Hier et aujourd'hui. En 1944, Lviv fut débarrassée des envahisseurs et l'année suivante l'artiste refit le tableau qui avait été détruit.
De 1946 à 1950, il effectua une série de peintures sur la vie de la nouvelle paysannerie kolkhozienne et de ses nouvelles façons de travailler. En 1951, il participa à une exposition consacrée à la dernière décennie de la littérature et de l'art ukrainien et en 1952, il eut pour lui seul la galerie d'art de Lviv pour y exposer ses œuvres.
Après avoir eu, en 1953, le titre honorifique d'artiste émérite de l'URSS, en 1957, il reçut celui d'Artiste du peuple de l'URSS.
En 1958, il exposa à l'Université d'État de Lviv pour son 80e anniversaire et, en 1959, à Tchernivtsi, Ternopil, Ivano-Frankivsk, Kolomna, et à Krementsi (aujourd'hui appelé Tatariv (uk)). Cette exposition itinérante se termina, la même année, dans son village natal, dans sa maison.
En 1962, il participa à une exposition à Kiev où ses œuvres étaient présentées avec celles d'Olena Kultchytska et de Joseph Bokchaï (ru).
En plus de ses peintures, il illustra des livres de la littérature russe écrits par Alexandre Pouchkine, Ivan Tourguéniev, Gleb Ouspenski, Anton Tchekov, des livres pour enfants et des livres scolaires à l'intention des écoliers ukrainiens, polonais, biélorusses et lituaniens. Il obtint aussi la médaille de l'Ordre du Drapeau rouge du Travail et on lui doit la restauration de l'iconostase de la cathédrale de la Dormition de la Vierge à Krylos (en).
L'artiste est enterré au cimetière de Lytchakiv à Lviv.

## Œuvres
La liste des titres des œuvres ci-dessous montre que les thèmes traités, quelques fois par cycles, dans leur grande majorité, portent sur l'environnement rural de l'artiste. On peut classer Anton Manastirski parmi les artistes régionalistes.
- 1900
  - Paysan dans une khata (ou chata). Huile sur toile. 30 × 50 cm
- 1907
  - Portrait de la mère. Huile sur toile. 55 × 56 cm
- 1910
  - Visite chez une diseuse de bonne aventure. Huile sur toile. 44 × 77,5 cm
- 1911
  - Portrait du beau-père de l'artiste. Huile sur toile. 55 × 56 cm
  - illustrations pour le livre d'Alexandre Pouchkine Le conte du pêcheur et du petit poisson.
- 1912
  - Portrait de l'épouse de l'artiste. Huile sur toile. 53 × 42,5 cm
  - Portrait de Tarass Chevtchenko. Huile sur toile. 72,5 × 52 cm
- 1913
  - Katerina, héroïne du poème éponyme de Tarass Chevtchenko. Huile sur toile. 55 × 42cm
- 1914
  - Portrait de femme. Huile sur toile. 55 × 42 cm
  - Petit pont au-dessus de la Prout. Huile sur toile. 18 × 30 cm
  - Autoportrait coiffé d'une toque en fourrure d'astrakhan. Huile sur toile. 50 × 37 cm
  - Portrait de Sofia Manastirka dans son intérieur. Huile sur toile. 50 × 100 cm
  - Vielle à roue. Illustration pour le poème «perebendya»?, de Tarass Chevtchenko. Dessin à l'encre de chine sur papier.
- 1915
  - Scène de battage. Dessin à l'encre de chine sur papier.
  - Le valet de ferme. Dessin à l'encre de chine sur papier.
- 1916
  - Sur la brouette. Huile sur papier collé sur du carton. 23 × 33,5 cm
- 1917
  - Près du bosquet. Huile sur toile. 75 × 100 cm
  - Adieu mes chers amis. Huile sur carton. 35 × 41 cm
  - À l'abreuvoir. Huile sur papier collé sur du carton. 21,5 × 36,5 cm
  - Mort d'un ami.
  - Chanson.
- 1919
  - Autoportrait. Huile sur toile. 50 × 37 cm
- 1920
  - Deux amis. Huile sur carton. 35 × 23 cm
- 1922
  - Forêt de pins. Huile sur carton. 30 × 37 cm
  - Les pins. Huile sur toile. 30 × 18 cm
- 1924
  - Illustration pour Le conte du pêcheur et du petit poisson d'Alexandre Pouchkine. Dessin à l'encre de chine sur papier.
- 1927
  - Saules à la lisière de la forêt. Huile sur papier collé sur du contreplaqué. 16 × 25 cm
  - En route pour le travail. Dessin à l'encre de chine sur papier.
- 1929
  - Vieil homme du village de Moskalivka. Huile sur papier collé sur du carton. 51 × 40 cm
  - Portrait de F. Shkriblyak. Huile sur toile. 67 × 57,5 cm
- 1930
  - Khata (ou chata, chaumière ukrainienne) de pauvres paysans. Huile sur toile collée sur du contreplaqué. 19 × 30 cm
- 1932
  - Cosaque zaporogue. Huile sur toile collée sur du contreplaqué. 81 × 54,5 cm
  - Le sacristain. Huile sur toile collée sur du contreplaqué. 94 × 63 cm
  - Vieil homme de Smerekove. Huile sur papier collé sur du contreplaqué. 51 × 40 cm
- 1938
  - Labourage. Huile sur toile. 43 × 71 cm
- 1939
  - Le vieux moulin. huile sur toile. 40 × 35 cm
  - Saule au bord du ruisseau. Huile sur toile. 50 × 40 cm
  - Vieux saules. Dessin à l'encre de chine sur papîer.
- 1940
  - Hier et aujourd'hui. Huile sur toile détruite en 1941.
- 1942
  - Portrait de Vitold, fils de l'artiste. Huile sur toile. 50 × 40 cm
- 1945
  - Hier et aujourd'hui. Tableau refait.
- 1946
  - Cueillette des champignons. Huile sur toile.
  - Auxiliaires. Huile sur toile. 55 × 66 cm
- 1947
  - Portrait d'Ivan Tourguéniev. Huile sur toile. 65 × 48 cm
- 1948
  - Le premier tracteur du village. Huile sur toile. 55 × 66 cm
  - Laiterie. Huile sur papier collé sur du carton. 65 × 100 cm
  - Houtsoules à cheval. Huile sur toile. 55 × 66 cm
  - Ruisseau de montagne. Huile sur toile. 100 × 73 cm
- 1949
  - Cueillette des pommes. Huile sur carton. 52 × 72 cm
  - Près de Yaremtche. Huile sur toile. 65 × 45 cm
  - Glaneurs dans un champ kolkhozien. Huile sur toile. 50 × 70 cm
  - Le tub cassé, illustration pour le conte d'Alexandre Pouchkine Le Conte du Pêcheur et du Petit Poisson. Huile sur toile. 61 × 91,5 cm
  - Illustration pour Le conte du pêcheur et du petit poisson d'Alexandre Pouchkine. Dessin à l'encre de chine sur papier.
  - Croquis pour une illustration de Le conte du pêcheur et du petit poisson d'Alexandre Pouchkine. Dessin à l'encre de chine sur papier.
- 1950
  - La première livraison de grain à l'état. Huile sur toile. 65 × 100 cm
  - Dans le camp de Karmeliouk. Huile sur carton collé sur du contreplaqué.
  - Première rentrée scolaire. Dessin à l'encre de chine sur papier.
- 1951
  - Kolkhoziens houtsoules. Huile sur toile. 50 × 70 cm
  - Épisode d'une insurrection paysanne. Huile sur carton. 50 × 80 cm
  - Un cavalier houtsoule. Dessin à l'encre de chine sur papier.
- 1952
  - Lilas et tulipes. Huile sur toile. 55 × 70 cm
- 1953
  - Vallée de la Prout. Huile sur toile. 72,5 × 90 cm
  - Flottage du bois sur la rivière Tcheremoch. Huile sur toile. 69 × 93,4 cm
  - Évocation des souvenirs. Dessin à l'encre de chine sur papier.
  - Ruisseau de montagne.
- 1954
  - Portrait d'un vieil homme. Dessin à l'encre de chine sur papier.
  - Au pâturage. Dessin à l'encre de chine sur papier.
- 1955
  - Torrent de montagne. Huile sur toile. 100 × 73 cm
  - Paysage des Carpathes. Huile sur carton. 50 × 70 cm
  - Route dans les Carpathes. Huile sur toile. 50 × 70 cm
  - Source de la Tisza blanche. Huile sur toile. 60 × 75 cm
  - Éclaireur poursuivant un tatar. Huile sur carton. 79 × 107 cm
  - Coquelicots. Huile sur toile. 55 × 81 cm
  - Barques. Huile sur toile. 65 × 81 cm
  - Vagabondage à travers les villages. Illustration pour les vers d'Ivan Franko. Huile sur carton. 40 × 70 cm
  - Une servante marche sur la berge. Huile sur papier collé sur du contreplaqué. 52,5 × 66 cm
  - Pivoines. Huile sur toile. 55 × 81 cm
  - Racines affouillées par l'eau. Huile sur toile. 60 × 75 cm
  - Dessin d'un animal. Dessin à l'encre de chine sur papier.
- 1956
  - Les Carpathes en hiver. Huile sur toile. 45 × 80 cm
  - La rivière Varatine. Huile sur toile. 62,5 × 55 cm
  - Jeune fille houtsoule traversant un torrent. Huile sur toile. 62,5 × 76 cm
  - Cosaques dans la steppe. Dessin à l'encre de chine sur papier.
  - La clôture. Dessin à l'encre de chine sur papier.
  - Cosaques en campagne. Dessin à l'encre de chine sur papier.
- 1957
  - Cascade à Yaremtche. Huile sur toile 65 × 92 cm
  - Village sur la Prout. Huile sur toile. 40 × 70 cm
  - D'où venez-vous?. Dessin à l'encre de chine sur papier.